# Schradera involucrata
Schradera involucrata är en måreväxtart som först beskrevs av Olof Swartz, och fick sitt nu gällande namn av Karl Moritz Schumann. Schradera involucrata ingår i släktet Schradera och familjen måreväxter.
Artens utbredningsområde är Jamaica. Inga underarter finns listade i Catalogue of Life.